# Сеттинджано
Сеттинджано (итал. Settingiano) — коммуна в Италии, располагается в регионе Калабрия, подчиняется административному центру Катандзаро.
Население составляет 2319 человек, плотность населения составляет 166 чел./км². Занимает площадь 14 км². Почтовый индекс — 88040. Телефонный код — 0961.
Покровителем населённого пункта считается святитель Мартин Турский. Праздник ежегодно празднуется 11 ноября.